# Vula Malinga
Pour les articles homonymes, voir Malinga.
 (janvier 2024).
Vula Malinga, née le 15 mai 1980, est une chanteuse britannique d'origine américaine. Née aux États-Unis de parents sud-africains, elle a grandi à Hackney, à Londres. Ses parents ont soutenu ses talents de chanteuse en l'autorisant à rejoindre la chorale de l'église, ce qui lui a permis de devenir l'une des chanteuses principales de la London Community Gospel Choir.

## Biographie
Vula Malinga se fait alors remarquer par Basement Jaxx, avec qui elle chante sur leur single Oh My Gosh. Cette collaboration se poursuit et l'amène à faire la première partie de la tournée de Sam Sparro, un autre chanteur de Basement Jaxx.
En 2008, elle commence à développer sa propre musique sous son propre label, DivaGeek Records, et sort son premier single Wondering Why en octobre.
En 2009, elle chanté pour Dizzee Rascal sur son album Tongue n' Cheek, et l'a soutenu lors de concerts[pas clair], notamment à l'émission Live Lounge de BBC Radio 1, à l'émission Later... with Jools Holland et aux BBC Electric Proms 2009.
La chanson Better Days, titre de l'album 2016 d'Incognito, In Search of Better Days, est interprétée par Vula Malinga.
En 2019, elle collabore avec le DJ anglais Riton et le producteur néerlandais Oliver Heldens sur la chanson Turn Me On.
En 2019, elle est une des 7 voix qui reprennent les chansons de Michael Jackson (et notamment Wanna be startin' something, Man in the mirror) sur scène au Quincy Jones Symphonique, pour célébrer les 70 ans de carrière du compositeur-arrangeur de la star de la pop.
Vula Malinga se produit en direct lors du « Soul Christmas » au Royal Albert Hall en 2019.
Malinga est l'un des six chanteurs qui participeront à une soirée des BBC Proms consacrée à la Northern soul en 2023.

## Discographie

### En tant que chanteuse principale
- MJ Cole – Wondering Why (2003)
- MJ Cole & Wideboys featuring Vula – Nothing But Trouble (2005)
- Wideboys & MJ Cole featuring Vula – Body Language (2005)
- Basement Jaxx – Oh My Gosh (2006)
- Basement Jaxx – Hush Boy (2006)
- Vula Malinga – If You Want It (2008)
- Basement Jaxx – Galactical (2014)
- Background vocals on the Sam Smith song Pray
- Riton and Oliver Heldens featuring Vula – Turn Me On (2019)
- Pete Tong featuring Jules Buckley, Vula & The Heritage Orchestra) – Love Can't Turn Around (2021)
- Charlie Stacey – Music Is Healing (2022)[2]

## Liens
- VIAF